# Chung kết Cúp C1 châu Âu 1972
Trận chung kết Cúp C1 châu Âu năm 1972 là trận chung kết thứ mười bảy của Cúp các đội vô địch bóng đá quốc gia châu Âu, ngày nay là UEFA Champions League. Đây là trận đấu giữa Ajax Amsterdam của Hà Lan và Inter Milan của Ý trên sân vận động De Kuip, Rotterdam, Hà Lan vào ngày 31 tháng 5 năm 1972. Với 2 bàn thắng trong hiệp hai của Johan Cruijff, Ajax Amsterdam lần thứ 2 liên tiếp giành Cúp C1 châu Âu.

## Chi tiết trận đấu
| Ajax             | 2–0 | Inter Milan |
| ---------------- | --- | ----------- |
| Cruijff 47', 78' |     |             |

| Ajax | Inter Milan |

| AJAX AMSTERDAM:                                 |    |                    |
|                                                 |    |                    |
| TM                                              | 1  | Heinz Stuy         |
| HV                                              | 3  | Wim Suurbier       |
| HV                                              | 13 | Barry Hulshoff     |
| HV                                              | 12 | Horst Blankenburg  |
| HV                                              | 5  | Ruud Krol          |
| TV                                              | 7  | Johan Neeskens     |
| TV                                              | 15 | Arie Haan          |
| TV                                              | 9  | Gerrie Mühren      |
| TĐ                                              | 8  | Sjaak Swart        |
| TĐ                                              | 14 | Johan Cruijff (ĐT) |
| TĐ                                              | 11 | Piet Keizer        |
| Huấn luyện viên:                                |    |                    |
| Stefan Kovacs Trợ lý trọng tài Trọng tài thứ tư |    |                    |

| INTER MILAN:        |    |                    |          |     |
|                     |    |                    |          |     |
| TM                  | 1  | Ivano Bordon       |          |     |
| HV                  | 2  | Tarcisio Burgnich  |          |     |
| HV                  | 3  | Giacinto Facchetti |          |     |
| HV                  | 4  | Mauro Bellugi      |          |     |
| HV                  | 5  | Gabriele Oriali    |          |     |
| TV                  | 6  | Mario Giubertoni   |          | 20' |
| TV                  | 7  | Gianfranco Bedin   |          |     |
| TV                  | 8  | Mario Frustalupi   |          |     |
| TĐ                  | 9  | Jair da Costa      |          | 58' |
| TĐ                  | 10 | Sandro Mazzola     |          |     |
| TĐ                  | 11 | Roberto Boninsegna | Thẻ vàng |     |
| Dự bị               |    |                    |          |     |
| HV                  | 14 | Mario Bertini      |          | 20' |
| TV                  | 16 | Sergio Pellizzaro  |          | 58' |
| Huấn luyện viên:    |    |                    |          |     |
| Giovanni Invernizzi |    |                    |          |     |